# Monument aux combattants de la Haute-Garonne
Le Monument aux combattants de la Haute-Garonne est consacré aux soldats de ce département morts lors des conflits du XXe siècle. Il est érigé à Toulouse (Haute-Garonne, France).

## Description
Le monument est érigé sur les allées Forain-François-Verdier, près du carrefour avec la rue de Metz. Il est constitué d'un arc de triomphe soutenu par huit colonnes et est orné de plusieurs statues et bas-reliefs.
Monument départemental, il ne comporte pas de nom de soldats morts au combat.

## Historique
La décision de construire le monument est prise dès 1919 et un concours est ouvert fin 1920. Sur une quarantaine de soumissions, le jury sélectionne le projet de Camille Raynaud, devant ceux d'Henri-Raphaël Moncassin et André Abbal ; la Ville de Toulouse décide toutefois d'associer les trois auteurs dans la réalisation finale, sous la supervision de l'architecte Léon Jaussely.
Les travaux ne sont pas terminés avant 1928, les bas-reliefs de Raynaud n'étant définitivement réalisés qu'en 1931. Le coût du monument s'élève à 1 349 540 francs.
Le monument aux morts est inscrit au titre des monuments historiques le 18 octobre 2018. Il fait partie d'un ensemble de 42 monuments aux morts de la région Occitanie protégés à cette date pour leur valeur architecturale, artistique ou historique (comme l'Héraklès archer et le Monument aux morts des quartiers de Bayard, Matabiau, Concorde et Chalets, également à Toulouse).
Pour construire la future station François-Verdier de la ligne C du métro de Toulouse, le monument a été déplacé de 35 m en arrière le 31 août 2023 puis remis en place au centimètre près, en 2027-2028,.

Détails du monument
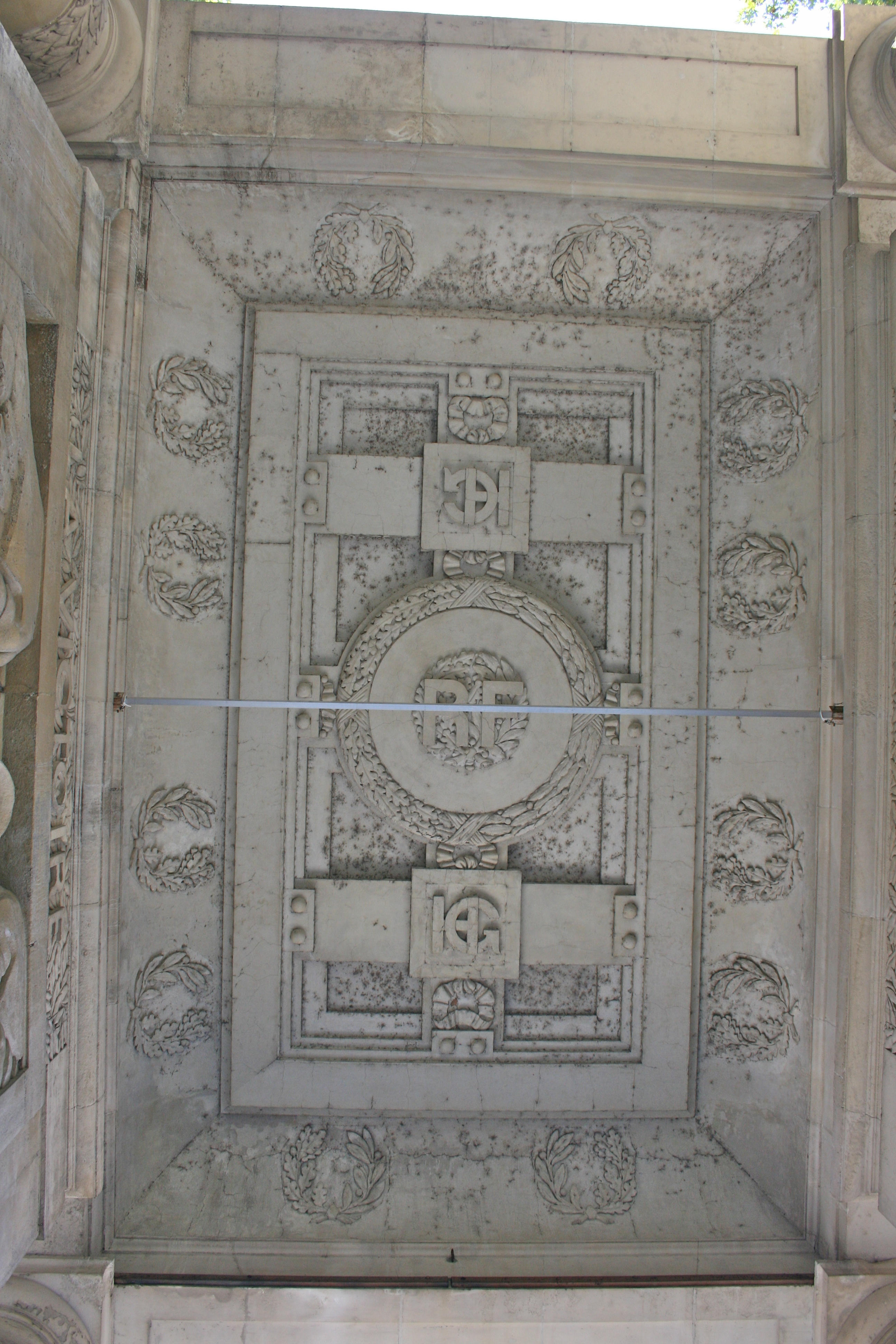
Détail du plafond de l'arc de triomphe.
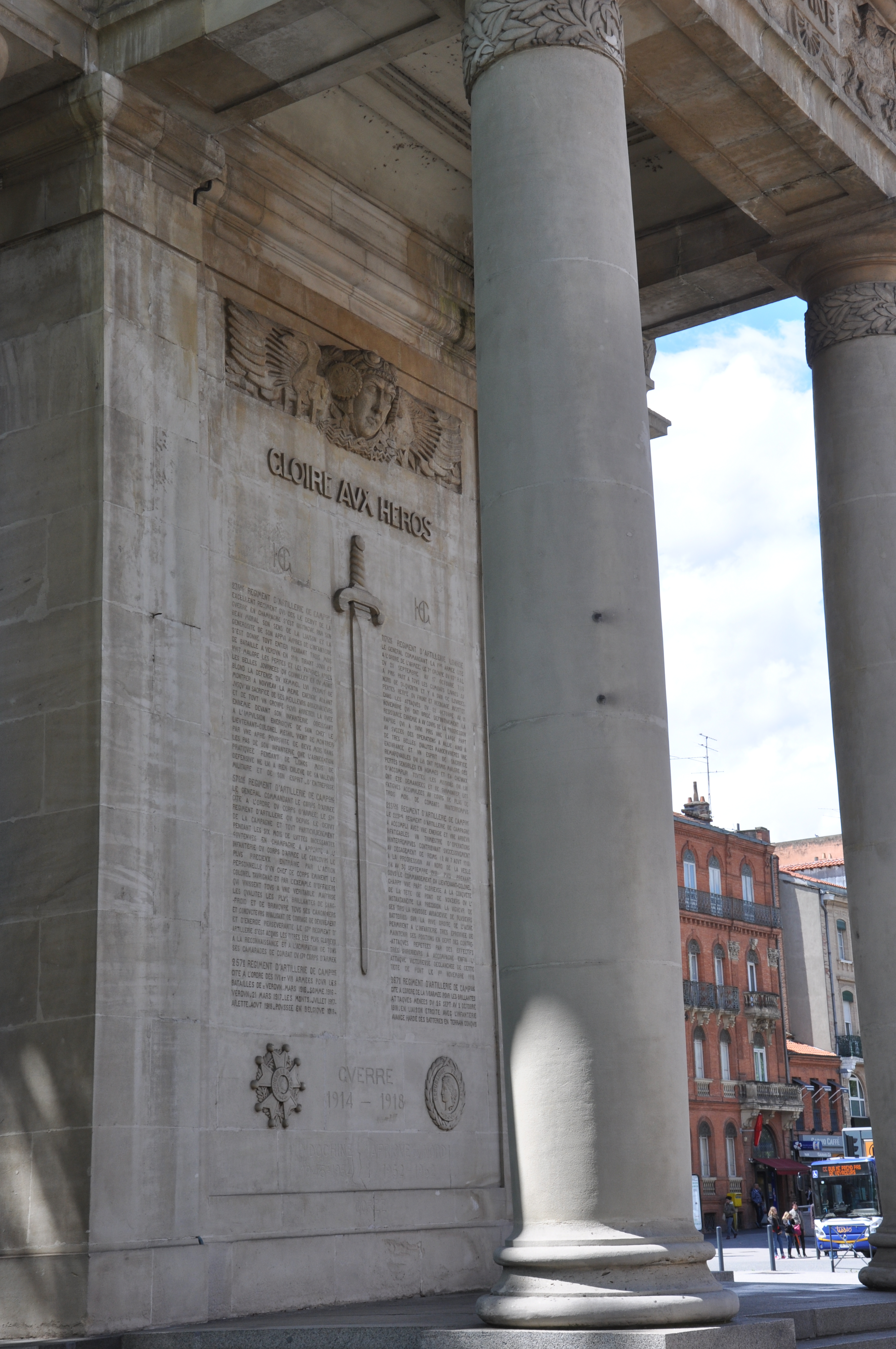
Mur d'inscriptions.
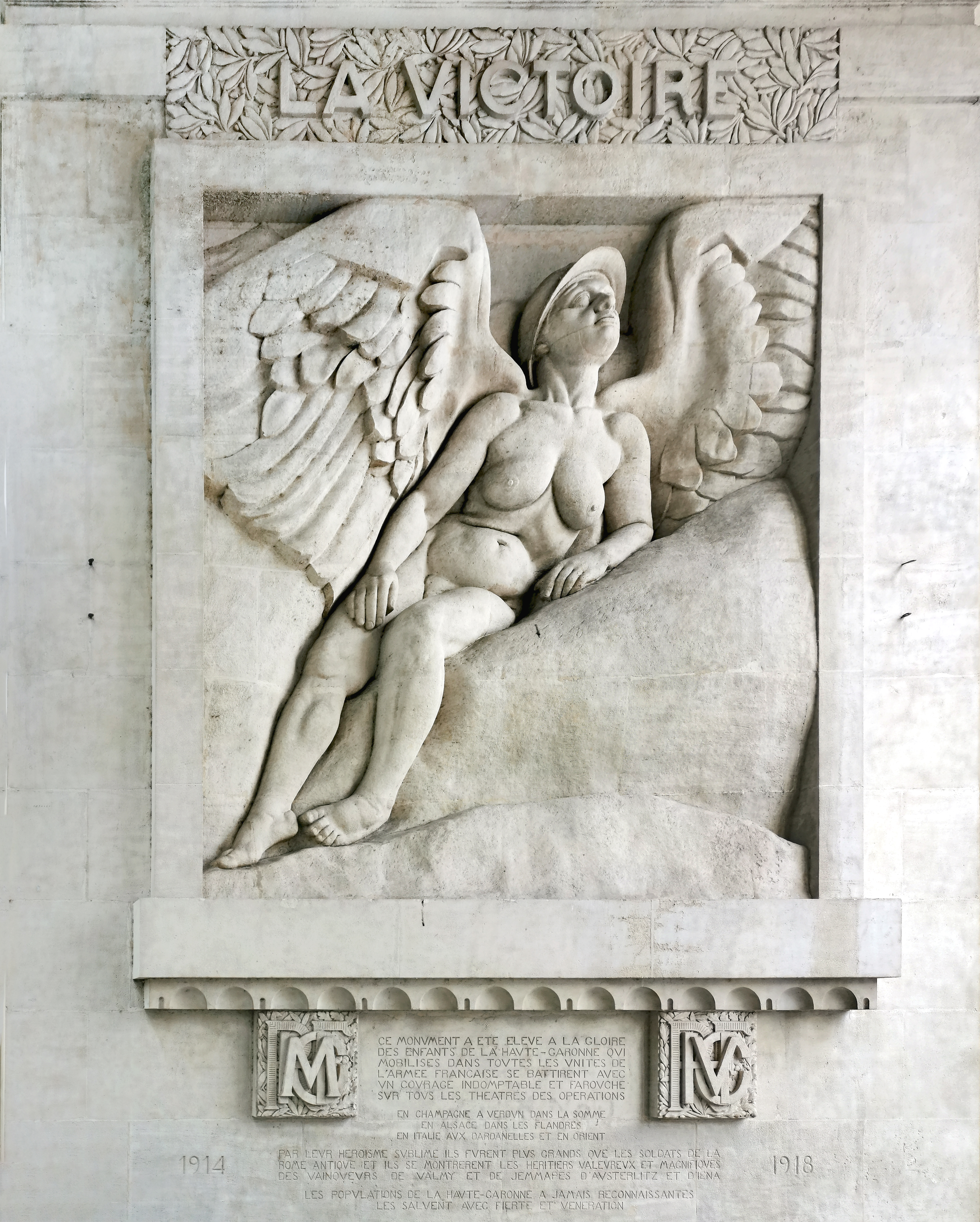
La Victoire, bas-relief par Camille Raynaud.
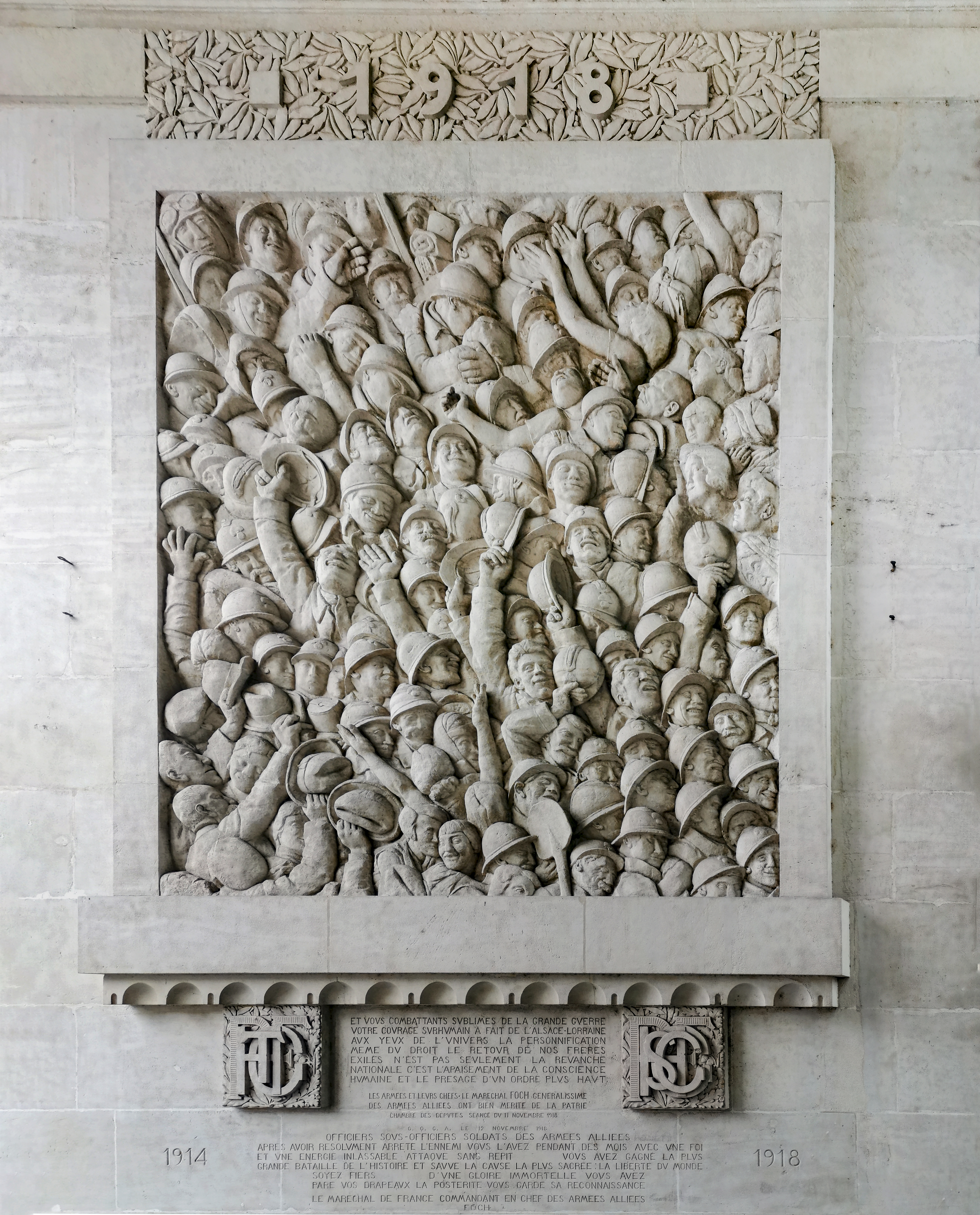
1918, bas-relief par Camille Raynaud.